# Kurt Baier
Kurt Erich Maria Baier (* 26. Januar 1917 in Wien; † 23. Oktober 2010) war ein österreichischer Moralphilosoph.
Baier arbeitete auf verschiedenen Gebieten der praktischen Philosophie, darunter theoretische und angewandte Ethik, politische Philosophie und Rechtsphilosophie.
Baier studierte zunächst Rechtswissenschaften in Wien. Er verließ die Stadt 1938 nach Hitlers Einmarsch, um zuerst in London, dann in Australien zu leben. Baier studierte Philosophie in Melbourne (B.A. 1944; M.A. 1947) und Oxford (DPhil 1952) und lehrte dann in Melbourne, der Australischen Nationaluniversität in Canberra und von 1962 bis zu seiner Emeritierung im Jahre 1995 an der Universität Pittsburgh. 1975 wurde er in die American Academy of Arts and Sciences gewählt.

## Werke
- The Moral Point of View: A Rational Basis of Ethics. Cornell University Press, Ithaca, NY 1958. Gekürzte und revidierte Ausgabe Random House, New York 1965. ISBN 978-0-394-30651-3
- Values and the Future: Impact of Technological Change on American Values. Herausgegeben zusammen mit Nicholas Rescher. Free Press, New York 1969, ISBN 978-0-02-901170-6
- Reason, Ethics, and Society: Themes from Kurt Baier, With His Responses. Herausgegeben von J.B. Schneewind, Open Court, Chicago 1996. Mit einer Bibliographie (bis 1995). ISBN 978-0-8126-9315-7
- Problems of Life and Death: A Humanist Perspective (Prometheus Lecture), Prometheus, Amherst, NY, 1997, ISBN 978-1-57392-153-4
- The Rational and the Moral Order: The Social Roots of Reason and Morality (Paul Carus Lectures), Open Court, Chicago 1995. ISBN 978-0-8126-9263-1

| Personendaten    | Personendaten                   |
| ---------------- | ------------------------------- |
| NAME             | Baier, Kurt                     |
| ALTERNATIVNAMEN  | Baier, Kurt Erich Maria         |
| KURZBESCHREIBUNG | österreichischer Moralphilosoph |
| GEBURTSDATUM     | 26. Januar 1917                 |
| GEBURTSORT       | Wien, Österreich                |
| STERBEDATUM      | 23. Oktober 2010                |